# Leśniów Wielki
Leśniów Wielki (prononciation : [ˈlɛɕɲuf ˈvjɛlki]) est un village polonais de la gmina de Czerwieńsk dans le powiat de Zielona Góra de la voïvodie de Lubusz dans l'ouest de la Pologne.
Il se situe à environ 8 kilomètres au sud-ouest de Czerwieńsk (siège de la gmina) et 15 kilomètres à l'ouest de Zielona Góra (siège du powiat et de la diétine régionale).
Le village comptait approximativement une population de 558 habitants en 2009.

## Histoire
Le nom allemand du village était Groß-Lessen.
De 1742 à 1945, Groß-Lessen fait partie de l'arrondissement de Grünberg-en-Silésie dans le district de Liegnitz au sein de la province de Silésie.
Après la Seconde Guerre mondiale, avec les conséquences de la Conférence de Potsdam et la mise en œuvre de la ligne Oder-Neisse, le village est intégré à la République populaire de Pologne. La population d'origine allemande est expulsée et remplacée par des polonais.
De 1975 à 1998, le village appartenait administrativement à la voïvodie de Zielona Góra.

Depuis 1999, il appartient administrativement à la voïvodie de Lubusz